# 샤리군

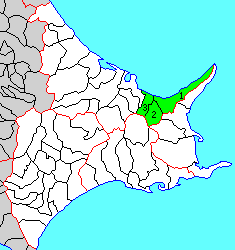
샤리 군의 위치

샤리군(일본어: 斜里郡)은 일본 홋카이도 오호츠크 종합진흥국(구 아바시리 지청)의 군이다.
이하 3정으로 구성된다.
- 샤리정(斜里町)
- 기요사토정(清里町)
- 고시미즈정(小清水町)

## 역사
에도 시대에 소야 군역은 서 에조치에 속해, 마쓰마에번에 의해 열린 소야 장소에 포함되었으나 이후 별도로 샤리 장소가 열리고 있었다. 에도 시대 후기가 되면서 남하정책을 강력하게 진행하는 러시아의 위협에 대비해 샤리 군역은 천령이 되었다. 1869년 샤리 군이 두어져 홋카이도 기타미국에 포함되었다.